# Dinopercidae
Famille
Les Dinopercidae constituent une famille de poissons perciformes, qui ne contient que 2 espèces.

## Liste des genres
Selon World Register of Marine Species (3 février 2015) et ITIS (3 février 2015) :
- genre Centrarchops Fowler, 1923
  - Centrarchops chapini Fowler, 1923
- genre Dinoperca Boulenger, 1895
  - Dinoperca petersi (Day, 1875)